# جاد هیرش
جاد هیرش (انگلیسی: Judd Hirsch؛ زادهٔ ۱۵ مارس ۱۹۳۵) یک هنرپیشه اهل ایالات متحده آمریکا نامزد دو جایزه اسکار بازیگری است.
از فیلم‌ها یا برنامه‌های تلویزیونی که وی در آن نقش داشته‌است می‌توان به روز استقلال، یک ذهن زیبا، مردم معمولی، اینجا باید همان‌جا باشد، سرقت از برج، مرد روی ماه، پادشاه کولی‌ها و سریال (forever یا ابدی) اشاره کرد.